# Джан Гуолао
Джан Гуолао e китайски бог, възрастен отшелник с чудотворни способности. Джан е собственик на бяло магаре, което може да пътува с невероятна скорост. Олицетворява първичната материя – източник на живота.